# Andante en do majeur, KV 1a (Mozart)
| Andante en do majeur |

L'Andante pour clavier en do majeur, KV 1a, est une brève pièce, composée par Wolfgang Amadeus Mozart à Salzbourg entre les mois de janvier et mars 1761, quand il avait seulement cinq ans. Ce morceau de musique est probablement la première composition de Mozart, et il se trouve dans le Nannerl Notenbuch, un petit cahier que Leopold Mozart, le père de Wolfgang, employait pour enseigner la musique à ses enfants. La pièce a été mise par écrit par Leopold, car le petit Wolfgang était trop jeune pour savoir écrire la musique.   

## Description
C'est une pièce très courte, comprenant seulement dix mesures et écrite dans la tonalité de do majeur. Elle est habituellement interprétée au clavecin, mais elle peut être jouée sur d'autres instruments à clavier.

## Analyse
La pièce commence par une phrase d'une seule mesure, à 
, phrase qui se répète. Une seconde phrase modifiée subit le même traitement. La mesure change ensuite et passe à 
. Dans les quatre mesures suivantes, Mozart revient à un style typiquement baroque. La pièce s'achève avec une simple cadence. Tout au long de la pièce, sont présents différents ornements de deux types: trilles et appogiatures.
Première composition de Mozart :

Au début du manuscrit est écrit de la main de Leopold Mozart: « Compositions du petit Wolfgang durant les trois premiers mois de son cinquième anniversaire ».